# 浅香武和
浅香 武和（あさか たけかず、1952年12月 - ）は、日本・東京都出身の言語学者（ガリシア語）。
1988年から2023年まで津田塾大学学芸学部講師（スペイン語）。元聖心女子大学文学部講師。サンティアゴ・デ・コンポステーラ大学ガリシア語研究所客員研究員。2007年から2019年まで独立行政法人日本学術振興会研究員。2013年から2014年までスペイン教育・文化・スポーツ省ヒスパネックス研究員。元神奈川大学非常勤講師。

## 評価
ロサリーア・デ・カストロ、ラモーン・カバニージャス、ウシーオ・ノボネイラなどのガリシア人作家の作品を日本語に翻訳している。ガリシア語の文法書を初めて日本語で刊行した人物である。1990年にはマヌエル・フラガガリシア州知事から「日本におけるガリシア文化の親善大使」と賞賛された。2023年にはレアル・アカデミア・ガレーガ名誉会員となった。

## 経歴

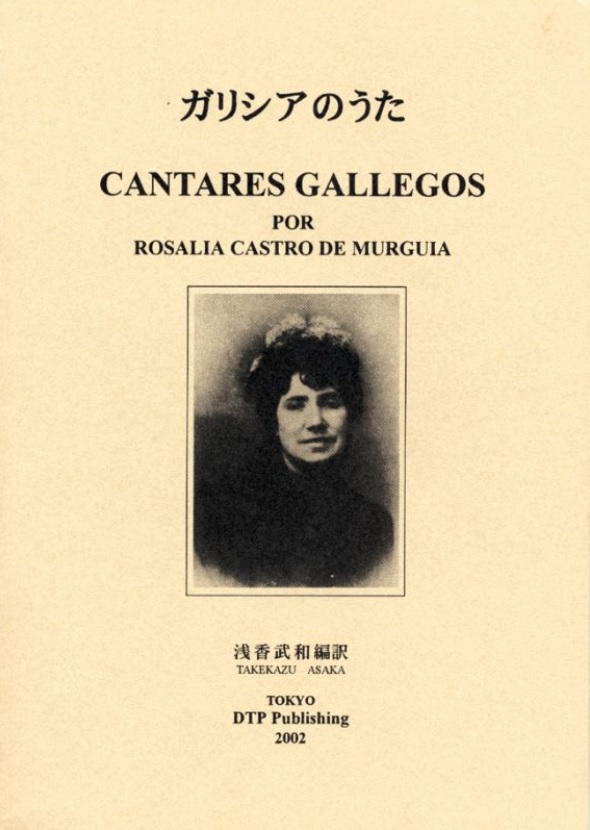
『ガリシアのうた』（DDP出版、2002年）

1952年12月に東京都に生まれる。1975年10月にはスペイン・マドリードのコレッヒオ・マヨール・サンティアゴ・アポストルに留学。1977年に東京外国語大学選科生修了。1985年に関西外国語大学大学院博士後期課程を修了した（言語学課程博士）。1989年に初めてガリシア州を訪れ、第19回文献学・ロマンス語国際会議に参加すると、ガリシア語やガリシア文化に触れてガリシア地方に魅了された。
1990年から1994年にはサンティアゴ・デ・コンポステーラ大学ガリシア語研究所言語学コースに参加し、上級コース課程を修了した。
2002年DTP出版から『ガリシアのうた』（Cantares gallegos、ロサリーア・デ・カストロ著）の日本語訳書籍を刊行した。2014年にはDTP出版からロサリーア・デ・カストロ著『わが故郷の昔話』（Contos da miña terra）の日本語訳を公表した。2018年にはロサリーア・デ・カストロ著『新葉集(わかば集)』（Follas novas）の翻訳を刊行し、2018年12月にはガリシア州立ラモーン・ピニェイロ人文科学研究センターにおいてプレゼンテーションを行い、『ラ・ボス・デ・ガリシア』紙や『エル・コレオ・ガリェゴ紙などに掲載された。
2012年にはセルバンテス文化センター東京で「ガリシアの詩と音楽」の講座を担当した。2017年6月にはレアル・アカデミア・ガレーガの準会員となった。2018年にはサンティアゴ騎士賞を受賞した。2024年6月8日Reral Academia galega, académico de honra.

## 著書
- 浅香武和著『現代ガリシア語文法』（大学書林、1993年）
- 浅香武和編『ガリシア語会話練習帳』（大学書林、1994年）
- 浅香武和編『ガリシア語基礎語彙集』（大学書林、1996年）
- ロサリーア・カストロ・デ・ムルギーア著、浅香武和編訳『ガリシアのうた』（DTP出版、2002年）
- ロサリーア・カストロ・デ・ムルギーア著、浅香武和編著『ガリシアのうた』音楽CD付、ソプラノ芳賀美穂、ピアノ西川理香(東京DTP出版、2009年)
- 坂東省次、浅香武和共編『スペインとポルトガルのことば・社会言語学的考察』（同学社、2005年）
- 坂東省次、桑原真夫、浅香武和編著『スペインのガリシアを知るための50章』（明石書店、2011年）
- 浅香武和編訳『ガリシア心の歌 ラモーン・カバニージャスを歌う』 (論創社、2013年）音楽CD付。ソプラノ芳賀美穂、ピアノ西川理香
- 浅香武和著『スペイン語事始』（同学社、2013年）
- 浅香武和編著『吟遊詩人マルティン・コダックス』（論創社、2015年）音楽CD付。演奏アンサンブルYuri
- 浅香武和編著『新ガリシア語文法」(栄文社、2016年)、改訂版 2018年 (科研費報告書、ガリシア言語政策局)
- ウシーオ・ノボネイラ著、浅香武和編訳『オス・エイドス(コウレルの地) Os Eidos』(科研費報告書2017年)
- 浅香武和著『新西班牙語事始め スペイン語と出会った日本人』（論創社、2018年)[1]
- ロサリーア ・カストロ・ デ・ ムルギーア著 。浅香武和編訳『新葉集(わかばしゅう)』(科研費報告書2018年)
- ラモーン・カバニージャス著、浅香武和編訳『百葉の薔薇』(銀河書籍、2019年)
- 浅香武和編訳『百葉の薔薇』(東京、 2020年)音楽CD付・ｻｳﾝﾄﾞｱｰﾂ,  ｿﾌﾟﾗﾉ芳賀美穂、ﾋﾟｱﾉ小倉一美、ｳﾞｧｲｵﾘﾝ角田裕子。
- 浅香武和著『カンティーガス・デ・サンタ・マリア研究序説』序 Ramón Lorenzo (ILG-USC) 2021年12月、大阪、銀河書房
- 浅香武和訳編『フランケイラの聖地巡礼』 2021、大阪、銀河書房。
- 浅香武和編著、浅野ひとみ、杉本ゆり、上尾信也著『カンティーガス・デ・サンタ・マリアへの誘い』東京, 論創社。2023. pp. 188. 音楽CD付, 演奏トルブール。
- 浅香武和編著『ビーゴ海の三人の吟遊詩人』東京大阪銀河書房。2024. pp.94. 音楽CD付 Sound Arts, 演奏Trío Amaluz.
- 浅香武和編訳、ラモーン・カバニージャス『サモス修道院』東京大阪銀河書房。2025. pp.189.　序文Francisco Fernández Rei
- 浅香武和編訳、『アルバロ・クンケイロ選集』東京大阪銀河書房。2025.pp.87. 序文Armando Requeixo.
- 浅香武和編訳『ディニス王の七つのカンティーガス・デ・アモール』東京大阪銀河書房。2025. pp.53. 音楽CD付演奏トルブール、序文Manuel Pedro Ferreira

## 受賞
- 2014年 Ramón Cabanillasラモーン・カバニージャス文学功労賞[1]
- 2018年 Ilustre Cabaleiro da Orde da Vieira 聖ヤコブ騎士賞
- 2019年 Premio Ramón Cabanillas 第16回ラモーン・カバニージャス文学賞
- 2019年 Folla de Ouro do Albariño, Concello de Cambados カンバードス市アルバリーニョ祭金葉賞
- 2024年12月 VII Premio Xela Arias 翻訳賞